# Fritz Klee
Fritz Klee (* 24. August 1876 in Würzburg; † 12. Dezember 1976 in Stuttgart) war ein deutscher Porzellan-Designer und Architekt. Als Gründungsdirektor und langjähriger Professor an der Staatlichen Porzellanfachschule Selb prägte er diese in der Zeit von 1908 bis 1939.

## Leben
Nach einem Architekturstudium an der Technischen Hochschule in München war Klee von 1904 bis 1908 beim Stadtbauamt München beschäftigt. Hier hatte er unter anderem die künstlerische Leitung des Baubüros des Schwabinger Krankenhauses inne, wo noch heute fünf nach seinem Entwurf angefertigte Mosaike die Fassade des Hauptgebäudes schmücken. 1907 wurde ihm die Leitung der neu zu gründenden Staatlichen Porzellanfachschule in Selb angetragen, deren Direktor er bis 1939 blieb. 1917–1922 war Klee auch künstlerischer Leiter der Kunstabteilung der Lorenz Hutschenreuther A.G., für die er bis 1939 eine große Anzahl von Entwürfen anfertigte. In seiner Freizeit bastelte er Handpuppen, mit denen er gemeinsam mit Freunden Theaterstücke aufführte. Nach Beendigung seiner Tätigkeiten in Selb übersiedelte Klee gemeinsam mit seiner Ehefrau Frieda 1939 nach Stuttgart-Sillenbuch. Bis ins hohe Alter fertigte er Zeichnungen und Collagen an.

## Werk
- Entwürfe für Porzellane der Marken Hutschenreuther und Paul Müller
- Ausstellungsplakate und Ex Libris, Logo der Firma Hutschenreuther
- Entwurf für den Ausstellungsraum der Firma Rosenthal auf der Weltausstellung 1910 in Brüssel
- Entwurf des Gebäudes der Staatlichen Porzellanfachschule, heute Hauptgebäude der Fachschule für Produktdesign
- Entwurf des Empfangsgebäudes des Bahnhofes Selb (Eintrag Denkmalliste)
- Theater-Puppen, heute im Stadtmuseum München
- Spätwerk: abstrakte Zeichnungen und Collagen